# Sam Horsfield
Sam Horsfield, född 8 oktober 1996 i Manchester i England i Storbritannien, är en engelsk professionell golfspelare som spelar för Liv Golf och på PGA European Tour. Han har tidigare spelat bland annat på PGA Tour.

## Biografi
Horsfield har vunnit tre European-vinster. Han slutade femma i den individuella tävlingen vid Liv Golfs första deltävling, som spelades på Centurion Club. För denna bedrift fick han 975 000 amerikanska dollar i prispengar. Horsfield tillhörde också laget Majesticks, tillsammans med Laurie Canter, Ian Poulter och Lee Westwood, och de kom trea i lagtävlingen. Horsfield kunde inkassera ytterligare 125 000 dollar för det. De två efterföljande tävlingarna gick det inget vidare för Horsfield rent individuellt men Majesticks kom dock tvåa vid den tredje deltävlingen, som spelades på Trump National Golf Club Bedminster. Varje lagmedlem kunde inkassera ytterligare 375 000 dollar vardera utöver sina individuella prispengar, inför denna tävling hade dock Laurie Canter blivit ersatt av Henrik Stenson, som vann den individuella tävlingen.